# エルンスト・プランク
エルンスト・プランク(Ernst Plank)はかつてドイツのニュルンベルクに存在した企業。

## 概要
1866年、エルンスト・プランクによってニュルンベルクに設立された。
主に幻灯機やゾエトロープ、模型蒸気機関、鉄道模型、船舶模型等を製造した。
1882年にドイツで最初の電気で走行する鉄道模型を販売した。19世紀末で2番目の規模の幻灯機メーカーだった。初期の鉄道模型は軌間が65㎜の3番ゲージでいくつかの鉄道模型では前輪を固定することで軌道上ではなく、床の上を直接、円形に走行する事が可能だった。第一次世界大戦を生き延びたものの、1929年の大恐慌で打撃を受けて1932年にHansとFritz Schaller兄弟へ売却され、以後は幻灯機の事業が継続され、1985年まで家庭用の投影機が生産された。
エルンスト・プランクの製品は現在ではオークションで高価格で取引されている。